# National Association of Manufacturers
National Association of Manufacturers (NAM) är en amerikansk branschorganisation som företräder omkring 14 000 företag inom den amerikanska tillverkningsindustrin. De omsätter tillsammans 2,17 biljoner amerikanska dollar och sysselsätter fler än tolv miljoner anställda.

## Historik
USA var i en allvarlig recession på slutet av 1890-talet och 1894 läste Thomas P. Egan, som var ordförande för Cincinnatis handelskammare Cincinnati Chamber of Commerce och vd för träbearbetning- och maskinföretaget J.A. Fay and Egan Co., en ledarsida i den Atlanta-baserade tidskriften Dixie och där den uppmanade den inhemska tillverkningsindustrin om att samla kraft inom branschen för att motarbeta den då rådande nationella recessionen. Egan tyckte att idén var intressant och bjöd in tillverkningsföretag för en dialog om en potentiell branschorganisation. Den 22 januari 1895 hade Egan anordnat ett sammanträde i Cincinnati i Ohio och representanter för fler än 1 000 tillverkningsföretag, Ohios guvernör William McKinley och Cincinnatis borgmästare John A. Caldwell närvarade och där man diskuterade om bland annat export till andra länder, handelsavtal, Nicaraguakanalen, subventionerade direkta fartygslinjer mellan Nordamerika och Sydamerika och nationella tariffer. Den 25 januari grundades NAM officiellt efter att representanterna dagen innan hade godkänt dels branschorganisationens nyskrivna konstitution och dels utformning av styrelse och ledning.

## Styrelsen
| Position                | Namn                  | Företag                              |
| ----------------------- | --------------------- | ------------------------------------ |
| Styrelseordförande      | David Farr            | Emerson Electric Company             |
| Vice styrelseordförande | David T. Seaton       | Fluor Corporation                    |
| Ledamöter               | Matt Barr             | Carolina Color Corporation           |
|                         | Thomas A. Burke       | Modine Manufacturing Company         |
|                         | Neil A. Chapman       | Exxon Mobil Corporation              |
|                         | Mark A. Cordova       | Centennial Bolt, Inc.                |
|                         | Jeffrey S. Edwards    | Cooper-Standard Automotive Inc.      |
|                         | Drew Greenblatt       | Marlin Steel Wire Products LLC       |
|                         | Thomas W. Handley     | Ecolab Inc.                          |
|                         | Victoria M. Holt      | Proto Labs, Inc.                     |
|                         | Kellie Johnson        | ACE Clearwater Enterprises           |
|                         | Richard J. Kramer     | The Goodyear Tire & Rubber Company   |
|                         | Michael W. Lamach     | Ingersoll Rand plc                   |
|                         | W. Kirk Liddell       | Irex Corporation                     |
|                         | Mario Longhi          | United States Steel Corporation      |
|                         | David MacLennan       | Cargill, Inc.                        |
|                         | Anthony J. Maddaluna  | Pfizer Inc.                          |
|                         | Blake D. Moret        | Rockwell Automation, Inc.            |
|                         | Scott C. Morrison     | Ball Corporation                     |
|                         | J. Larry Nichols      | Devon Energy Corporation             |
|                         | Nicholas T. Pinchuk   | Snap-on Incorporated                 |
|                         | Rice Powell           | Fresenius Medical Care AG & Co. KGaA |
|                         | Timothy M. Ring       | C.R. Bard, Inc.                      |
|                         | Thomas J. Riordan     | Neenah Enterprises, Inc.             |
|                         | Gregg M. Sherrill     | Tenneco, Inc.                        |
|                         | Ward J. Timken Jr.    | Timkensteel Corporation              |
|                         | Charles Wetherington  | BTE Technologies, Inc.               |
|                         | Christopher C. Womack | Southern Company                     |